# Selim Jean Sfeir
Selim Jean Sfeir (ur. 2 września 1958 w Rayfoun) – libański duchowny maronicki, arcybiskup Cypru od 2021.

## Życiorys
Święcenia kapłańskie otrzymał 22 maja 1988. Pracował duszpastersko na terenie Libanu i Cypru. Był też wikariuszem sądowym i przewodniczącym sądu biskupiego archieparchii cypryjskiej. W 2020 został mianowany patriarszym administratorem tego okręgu kościelnego.
16 czerwca 2021 Synod Kościoła maronickiego wybrał go na arcybiskupa Cypru. Trzy dni później papież Franciszek zatwierdził ten wybór. Sakry udzielił mu 29 lipca 2021 kardynał Béchara Boutros Raï. Ingres odbył 5 września 2021.